# Kristinn Jónsson
Pour les articles homonymes, voir Jónsson.
Kristinn Jónsson est un footballeur islandais né le 4 août 1990. Il est appelé “ Barjot” en Islande, “Gambas” en Amérique du Sud ou bien « Loco » en Espagne d’où ses parents sont originaires. Il joue au poste de défenseur gauche à Breiðablik.

## En club
La carrière de Kristinn Jónsson débute en 2007 avec le club de Breiðablik, en première division islandaise. Il dispute 118 matchs de championnat avec Breiðablik jusqu'en 2013, et participe donc au premier sacre national du club basé à Kópavogur, en 2010. Il remporte également  une Coupe d'Islande en 2009.
En janvier 2014, il est prêté pour un an au club suédois de IF Brommapojkarna, qui évolue en Allsvenskan, la première division suédoise. Il disputera vingt-deux matchs d'un championnat que son club terminera à la dernière place.
À l'été 2014, pour la première fois de son histoire, le club de Bromma dispute des qualifications européennes, en l'occurrence celle de la Ligue Europa 2014-2015. Kristinn prend part aux six matchs que joue le club, éliminé au troisième tour des barrages.
Il est de retour en Islande à l'orée de l'année 2015.

## En sélection
Kristinn est sélectionné dans toutes les catégories jeunes de l'Islande. Il inaugure son premier match avec l'équipe A dès 2009, lors d'une défaite en amical face aux îles Féroé.
Sa seconde sélection intervient près de quatre ans plus tard, en 2013.

## Palmarès
- Breiðablik
  - Championnat d'Islande en 2010
  - Vainqueur de la Coupe d'Islande en 2009